# 739-й истребительный авиационный полк
739-й истребительный авиационный Пражский Краснознамённый ордена Суворова полк (739-й иап) — воинская часть Военно-воздушных сил (ВВС) Вооружённых Сил РККА, принимавшая участие в боевых действиях Великой Отечественной войны.

## История наименований полка
За весь период своего существования полк несколько раз менял своё наименование:
- 12-й истребительный авиационный полк;
- 739-й истребительный авиационный полк;
- 739-й истребительный авиационный Пражский полк;
- 739-й истребительный авиационный Пражский Краснознамённый полк;
- 739-истребительный авиационный Пражский Краснознамённый ордена Суворова полк;
- 834-й истребительный авиационный Пражский Краснознамённый ордена Суворова полк;
- 119-й отдельный вертолётный Пражский Краснознамённый ордена Суворова полк;
- Полевая почта 42083.

## История полка
739-й истребительный авиационный полк образован переименованием 12-го истребительного полка 25 января 1942 года. Полк вёл боевые действия в составе 6-й смешанной авиационной дивизии ВВС Северо-Западного фронта на самолётах ЛаГГ-3, поддерживая наземные войска над полем боя в Демянской и Торопецко-Холмской операциях. После расформирования дивизии полк был передан 11 февраля в состав ВВС 1-й ударной армии. После тяжёлых боёв, выполнив в составе Северо-Западного фронта 286 боевых вылетов, потеряв 10 лётчиков и 10 самолётов, полк 7 марта 1942 года убыл в Приволжский военный округ в тыл на доукомплектование.
15 марта 1942 года полк прибыл в 4-й запасной истребительный авиационный полк ВВС Приволжского военного округа в город Моршанск, где находился на доукомплектовании до 21 августа 1942 года. Получив лётный и технический состав до полного штата, полк убыл в состав 278-й истребительной авиационной дивизии 14-й воздушной армии Волховского фронта. С 26 августа полк вёл боевую работу в составе 278-й истребительной авиационной дивизии, принимая участие в Синявинской операции. После тяжёлых воздушных боёв, выполнив в составе 278-й истребительной авиационной дивизии 14-й воздушной армии Волховского фронта 207 боевых вылетов, потеряв 10 лётчиков и 10 самолётов, полк 2 ноября 1942 года убыл в Московский военный округ в тыл на доукомплектование.
2 ноября 1942 года полк прибыл во 1-й запасной истребительный авиационный полк ВВС Московского военного округа в г. Арзамас, где находился на доукомплектовании до 15 декабря 1942 года. После доукомплектования полк 18 ноября передан в состав 2-го бомбардировочного авиационного корпуса 16-й воздушной армии Донского фронта как отдельный истребительный авиационный полк сопровождения. В составе корпуса полк участвовал в Сталинградской битве. В составе 2-го бак полк пробыл до 15 января 1943 года. Полк вошёл в состав 220-й истребительной авиационной дивизии, продолжая участвовать в Сталинградской битве. В начале февраля (03.02.1943 г.) дивизия первой из истребительных дивизий получила наименование гвардейской и стала именоваться 1-й гвардейской истребительной авиационной дивизией, а с 15 февраля полк вместе с дивизией вошёл в состав войск Центрального фронта (образован на основе расформированного Донского фронта).
С 29 марта по 10 мая 1943 года полк находился в прямом подчинении штаба 16-й воздушной армии как отдельный истребительный авиационный полк. Боевой работы не вёл, занимался учебно-боевой подготовкой. С 1 апреля полк переформирован по штату 015/284 и переучивался на аэродроме Лебедянь на истребители Ла-5. 10 мая полк вошёл в состав 286-й истребительной авиационной дивизии 16-й воздушной армии Центрального фронта. К боевой работе на самолётах Ла-5 приступил в начале июня 1943 г. В составе дивизии полк принимал участие в битвах и операциях:
- Воздушная операция по уничтожению авиации на аэродромах — 6 мая 1943 года.
- Курская битва[1] — с 5 июля 1943 года по 23 августа 1943 года
- Орловская стратегическая наступательная операция[1] — с 12 июля 1943 года по 18 августа 1943 года.
- Черниговско-Припятская операция — с 26 августа 1943 года по 30 сентября 1943 года.
- Гомельско-Речицкая наступательная операция — с 10 ноября 1943 года по 30 ноября 1943 года.
- Освобождение Правобережной Украины — с 24 декабря 1943 года по 17 апреля 1944 года.
- Калинковичско-Мозырская операция — с 8 января 1944 года по 30 января 1944 года.
- Рогачевско-Жлобинская операция — с 21 февраля 1944 года по 26 февраля 1944 года.
- Белорусская операция[1] — с 24 июня 1944 года по 29 августа 1944 года.
- Бобруйская операция — с 24 июня 1944 года по 29 июня 1944 года.
- Минская операция — с 29 июня 1944 года по 4 июля 1944 года.
- Вильнюсская наступательная операция — с 5 июля 1944 года по 16 июля 1944 года.
- Люблин-Брестская операция — с 18 июля 1944 года по 2 августа 1944 года.
- Висло-Одерская операция — с 12 января 1945 года по 3 февраля 1945 года.
- Варшавско-Познанская наступательная операция[1] — с 14 января 1945 года по 3 февраля 1945 года.
- Восточно-Померанская операция — с 10 февраля 1945 года по 17 февраля 1945 года.

С 17 февраля по 12 апреля 1945 года полк боевой работы не вёл, занимался учебно-боевой подготовкой. На аэродроме Шрода переформирован по штату 015/364 и освоил истребители Ла-7. Приступив к боевой работе полк с 16 апреля 1945 года по 8 мая 1945 года участвовал в Берлинской наступательной операции. В период операции по прорыву обороны немцев и наступлению на Берлин полк выполнил 318 боевых самолёто-вылетов, провёл 3 воздушных боя и сбил 4 самолёта противника.
В составе действующей армии полк находился: с 24 января 1942 года по 7 марта 1942 года, с 26 августа 1942 года по 27 октября 1942 года и с 18 декабря 1942 года по 9 мая 1945 года.
В послевоенные годы полк находился в составе 286-й истребительной авиационной дивизии 16-й воздушной армии Группы советских оккупационных войск в Германии, с июня 1945 года дивизия вошла в состав 3-го истребительного авиационного корпуса. В феврале 1949 года в связи с массовыми переименованиями на основании Директивы Генерального штаба пол, дивизия, корпус и армия были переименованы. Полк получил наименование 834-й истребительный авиационный полк. В 1951 году полк стал перевооружаться на новые реактивные самолёты МиГ-15, а в сентябре 1952 года полк в составе своей дивизии перебазирован в 48-ю воздушную армию Одесского военного округа на аэродром Первомайск Николаевской области, где выполнял свои задачи вплоть до 1960 года. В связи с массовыми сокращениям Вооружённых сил СССР в 29 августа 1960 года дивизия была расформирована, а полк был переформирован в вертолётный полк, получивший наименование 119-й отдельный вертолётный полк, который впоследствии вошёл в состав 13-й ОА Прикарпатского военного округа (аэр. Дубно, затем Броды).

### Командиры полка
- капитан Коначев Иван Сергеевич[5], 03.07.1941 — 21.07.1941 к-н (погиб)
- майор Овечников Иван Николаевич(погиб)[5], 26.08.1941 — 02.1942
- капитан Усков Василий Михайлович[5], 03.1942 — 10.1942
- майор Морозов, Иван Сидорович[5], 10.1942 — 11.1942
- майор, подполковник Климов Виктор Фёдорович[5], 11.1942 — 21.12.1945[6].

## В составе соединений и объединений
| Период        | Фронт (округ)                                   | армия                | корпус                                  | дивизия                                            | примечание                       |
| ------------- | ----------------------------------------------- | -------------------- | --------------------------------------- | -------------------------------------------------- | -------------------------------- |
| 25.01.1942 г. | Северо-Западный фронт                           | ВВС фронта           |                                         | 6-я смешанная авиационная дивизия                  | переименован в 739-й иап, ЛаГГ-3 |
| 11.02.1942 г. | Северо-Западный фронт                           | 1-я ударная армия    |                                         | ВВС 1-й ударной армии                              |                                  |
| 07.03.1942 г. | Северо-Западный фронт                           | 1-я ударная армия    |                                         | ВВС 1-й ударной армии                              | Убыл в тыл на доукомплектование  |
| 15.03.1942 г. | Приволжский военный округ                       | ВВС округа           |                                         | 4-й запасной истребительный авиационный полк       |                                  |
| 21.08.1942 г. | Волховский фронт                                | 14-я воздушная армия |                                         |                                                    |                                  |
| 26.08.1942 г. | Волховский фронт                                | 14-я воздушная армия |                                         | 278-я истребительная авиационная дивизия           |                                  |
| 27.10.1942 г. | Волховский фронт                                | 14-я воздушная армия |                                         | 278-я истребительная авиационная дивизия           | Убыл в тыл на доукомплектование  |
| 27.10.1942 г. | Московский военный округ                        | ВВС округа           |                                         | 1-й запасной истребительный авиационный полк       |                                  |
| 18.12.1942 г. | Донской фронт                                   | 16-я воздушная армия | 2-й бомбардировочный авиационный корпус |                                                    | как отдельный полк               |
| 15.01.1943 г. | Донской фронт                                   | 16-я воздушная армия |                                         | 220-я истребительная авиационная дивизия           |                                  |
| 03.02.1943 г. | Донской фронт                                   | 16-я воздушная армия |                                         | 1-я гвардейская истребительная авиационная дивизия |                                  |
| 15.02.1943 г. | Центральный фронт                               | 16-я воздушная армия |                                         | 1-я гвардейская истребительная авиационная дивизия |                                  |
| 29.03.1943 г. | Центральный фронт                               | 16-я воздушная армия |                                         |                                                    |                                  |
| 10.05.1943 г. | Центральный фронт                               | 16-я воздушная армия |                                         | 286-я истребительная авиационная дивизия           |                                  |
| 20.10.1943 г. | Белорусский фронт                               | 16-я воздушная армия |                                         | 286-я истребительная авиационная дивизия           |                                  |
| 17.02.1944 г. | 1-й Белорусский фронт                           | 16-я воздушная армия |                                         | 286-я истребительная авиационная дивизия           |                                  |
| 09.05.1945 г. | 1-й Белорусский фронт                           | 16-я воздушная армия |                                         | 286-я истребительная авиационная дивизия           |                                  |
| 10.06.1945 г. | Группа советских оккупационных войск в Германии | 16-я воздушная армия | 3-й истребительный авиационный корпус   | 286-я истребительная авиационная дивизия           |                                  |
| 20.02.1949 г. | Группа советских оккупационных войск в Германии | 24-я воздушная армия | 71-й истребительный авиационный корпус  | 145-я истребительная авиационная дивизия           |                                  |
| 01.10.1952 г. | Одесский военный округ                          | 48-я воздушная армия |                                         | 145-я истребительная авиационная дивизия           |                                  |
| 29.08.1960 г. | Одесский военный округ                          | 48-я воздушная армия |                                         | 145-я истребительная авиационная дивизия           | переформирован                   |

## Награды и почётные наименования
- 739-му истребительному авиационному полку 31 октября 1944 года за отличие в боях за овладение крепостью Прага присвоено почётное наименование «Пражский»[2][7].
- 739-й истребительный авиационный Пражский полк Указом Президиума Верховного Совета СССР от 19 февраля 1945 года за образцовое выполнение боевых заданий командования в боях с немецкими захватчиками за овладение городом Варшава и проявленные при этом доблесть и мужество награждён орденом «Боевого Красного Знамени»[2].
- 739-й истребительный авиационный Пражский Краснознамённый полк Указом Президиума Верховного Совета СССР от 28 мая 1945 года за образцовое выполнение боевых заданий командования в боях при прорыве обороны немцев и наступлении на Берлин и проявленные при этом доблесть и мужество награждён орденом «Суворова III степени»[2].

## Благодарности Верховного Главнокомандующего
За проявленные образцы мужества и героизма Верховным Главнокомандующим лётчикам полка в составе 286-й иад объявлены благодарности:
- за освобождение города Нежин[8].
- за освобождение города Гомель[9].
- за прорыв обороны немцев юго-западнее города Жлобин[10].
- за овладение городом Варшава[11].
- за овладение городами Лодзь, Кутно, Томашув (Томашов), Гостынин и Ленчица[12].
- за овладение городами Франкфурт-на-Одере, Вандлитц, Ораниенбург, Биркенвердер, Геннигсдорф, Панков, Фридрихсфелъде, Карлсхорст, Кепеник и вступление в столицу Германии город Берлин[13].
- за овладение городом Берлин[14].

## Лётчики-асы полка
| Фамилия, имя отчество         | Награды | Сбито самолётов (+ в группе) | Примечание |
| ----------------------------- | ------- | ---------------------------- | --- |
| Аскирко Иван Адамович         |         | 8 + 2                        | Лётчик полка: дек. 1941 — апр. 1942. Боевых вылетов: 101. Сбит в боевом вылете 28.04.1944 г. Попал в плен, потерял руку, бежал, 14.09.1944 вернулся в полк, служил адъютантом эскадрильи                                                                    |
| Дудыкин Михаил Евсеевич       |         | 7 + 1                        | Лётчик полка: сент. 1944 — май 1945. |
| Корнеев Василий Михайлович    |         | 5 + 0                        | Лётчик полка: дек. 1942 — июль 1943. Боевых вылетов: более 60. Пропал без вести 11 июля 1943 г. Не вернулся с боевого задания. |
| Кудряков Александр Степанович |         | 6 + 0                        | Лётчик полка: июнь 1943 — май 1945. |
| Мартынов Дмитрий Филиппович   |         | 12 + 0                       | Лётчик полка: июль 1943 — май 1945. Боевых вылетов: 191; воздушных боёв: 25. Умер в июле 1974 г. |
| Солодов Евгений Васильевич    |         | 4 + 6                        | Лётчик полка: с 1941 года по 28.09.1943. Боевых вылетов 180 - штурмовка войск и аэродромов 46, на разведку 27, сопровождение штурмовиков и бомбардировщиков 41, патрулирование и перехват 67, воздушных боёв 26. Погиб при взлёте ЛА-5 из-за отказа мотора. |

## Итоги боевой деятельности полка
Всего за годы Великой Отечественной войны полком:
| Выполнено боевых вылетов | Сбито самолётов в воздухе | Уничтожено самолётов всего |
| ------------------------ | ------------------------- | -------------------------- |
| 5633                     | 118                       | 155                        |

Свои потери:
| Потеряно самолётов, всего | Погибло лётчиков всего |
| ------------------------- | ---------------------- |
| 110                       | 69                     |

## Самолёты на вооружении
| Период                  | Самолёты | Фото   | Период                  | Самолёты | Фото   |
| ----------------------- | -------- | ------ | ----------------------- | -------- | ------ |
| 22.06.1941 — 25.01.1942 | И-153    | И-153  | 15.12.1941 — 01.04.1943 | ЛаГГ-3   | ЛаГГ-3 |
| 01.04.1943 — 17.02.1945 | Ла-5     |        | 17.02.1945 — 1951       | Ла-7     | Ла-7   |
| 1951 — 1954             | МиГ-15   | МиГ-15 | 1954 — 1960             | МиГ-17   | МиГ-17 |

## Базирование
| Период               | Аэродромы                                         |
| -------------------- | ------------------------------------------------- |
| 05.1945 — 05.1945    | Финстервальде, Германия                           |
| 05.1945 — 06.1945    | Рангсдорф, Германия                               |
| 06.1945 — 05.1947    | Дальгов-Дебериц, Германия                         |
| 05.1947 — 08.1949    | Перлеберг, Германия                               |
| 08.1949 — 10.1952    | Рехлин, Германия                                  |
| 10.1952 — 29.08.1960 | Первомайск (Николаевская область), Украинская ССР |